# Thyene decora
Thyene decora es una especie de araña saltarina del género Thyene, familia Salticidae. Fue descrita científicamente por Simonen 1902.
Habita en Australia (Queensland).